# Seaquest (videogioco)
Seaquest è un videogioco di tipo sparatutto per Atari 2600 progettato da Steve Cartwright e pubblicato da Activision nel 1983.
Il gioco è stato presentato al CES di Las Vegas nel 1983.

## Modalità di gioco
Il giocatore manovra un piccolo sommergibile visto di profilo con il compito di recuperare dei sommozzatori. Nel compiere questa operazione deve evitare di venire a contatto con squali e sommergibili nemici. Nei livelli più alti anche con il sommergibile di ronda in superficie.
Per accumulare punti si possono sparare ai nemici senza preoccuparsi dei sommozzatori da salvare. Si ha a disposizione una scorta di ossigeno che può essere rifornita riportando in superficie il sommergibile. Ogni volta che si sale in superficie, se non si è recuperato almeno un sommozzatore, si perde una vita. Se ne vince una ogni 10.000 punti.
Il giocatore guadagna punti colpendo:
- squalo - 20 punti
- sommergibile - 20 punti
- presi un massimo di 6 sommozzatori, tornando in superficie si ricevono punti in base all'ossigeno rimasto